# Zao
Zao (cuyo significado en griego es vivo) es una banda de metalcore surgida en el año 1993 en el seno de un grupo de jóvenes de una iglesia evangélica con pasión por la música agresiva. Por este motivo han sido considerados uno de los iniciadores del metal cristiano. Esto ha sido una clave influyente en el trabajo de la banda, a pesar de no conseguir reconocimiento entre los creyentes. Algunos líderes de iglesias y otros practicantes han condenado a Zao como "demoníacos" a la vista de la dura naturaleza de su música.
A lo largo de los años la banda ha sufrido cambios constantes de integrantes y ha sobrepasado muchas etapas hasta alcanzar la formación actual en la que no está presente ninguno de los miembros originales. En este momento sólo dos de los cuatro integrantes se declaran creyentes habiéndose perdido el carácter de banda cristiana; afirmando ellos mismos que en el grupo prima el 'libre pensamiento'. Asimismo, en sus últimos trabajos, como The Funeral of God, muestran abiertamente su enfrentamiento a las instituciones religiosas. Enfrentamiento que se extiende a las instituciones políticas de su país.
Zao ha publicado diez LP, tres EP y un doble DVD documental, aparte de participar en innumerables conciertos. Ha girado con bandas
como Unearth o Uncreation y son reconocidos como influencia por bandas punteras del nuevo metal americano como Trivium y Shadows Fall. 

## Biografía
En su primera etapa graban una serie de demos, dos EP y dos discos, tras lo que se disuelven en 1997. El batería Jesse Smith se enfrenta a la tarea de juntar un nuevo combo; recluta a Daniel Weyandt como vocalista que aporta un nuevo estilo. Jesse Smith dejó la banda para centrarse en el grupo Gods ya desaparecido. A principios de 2006 Russ Cogdell sufre un accidente y es operado de la rodilla así que deja la formación. Es posible, por tanto, que vuelve pasado un tiempo de recuperación. Así que hoy día, Weyandt, junto al guitarrista Scott Mellinger, el bajo Marty Lunn, y el batería Jeff Gretz forman el grupo. Actualmente tienen contrato con el sello Ferret Records con el que han editado en junio su último trabajo The Fear is What Keep us Here, en el que han contado con la producción de Steve Albini (Nirvana, Pixies y decenas de bandas más).

## Miembros

### Actuales
- Daniel Weyandt (1997–) – cantante
- Scott Mellinger (1999–) – guitarra, coros
- Martin Lunn (2005–) – bajo
- Jeff Gretz (2005–) – batería

### Exmiembros
- Roy Goudy (1993–1997) – guitarra
- Jesse Smith (1993–2004) – batería
- Mic Cox (1994–1997) – bajo
- Eric Reeder (1994–1995) – voz
- Shawn Jonas (1995–1997) – voz
- Brett Detar (1997–1999) – guitarra
- Ron Gray (1997–1998) – guitarra
- Kevin Moran (1997) – bajo (en directo)
- Russ Cogdell (1997–2006) – guitarra
- Rob Horner (1999–2004) – bajo
- Corey Darst (2000–2001) – voz (en directo)
- Matt Auxier (2001–2002) – guitarra (en directo)
- Joshua Ashworth (2003–2004) – voz (en directo)
- Shawn Koschik (2004–2005) – bajo
- Step

## Discografía
| Año        | Título                                      | Formato | Sello        | Notas                                    |
| ---------- | ------------------------------------------- | ------- | ------------ | ---------------------------------------- |
| 1994       | Author                                      | demo    |              | demo de ocho canciones autoeditada       |
| 1994       | Conflict                                    | demo    |              | demo de cuatro canciones autoeditada     |
| 1995       | Sustained                                   | demo    |              | demo de cuatro canciones autoeditada     |
| 1995       | The Ties That Bind                          | EP      | Steadfast    | split con Outcast                        |
| 1995       | Treadwater                                  | EP      | Steadfast    | split con Through and Through            |
| 1995       | All Else Failed                             | LP      | Steadfast    |                                          |
| 1997-05-20 | The Splinter Shards the Birth of Separation | LP      | Tooth & Nail |                                          |
| 1998-05-26 | Where Blood and Fire Bring Rest             | LP      | Tooth & Nail | primer disco con Weyandt como vocalista  |
| 1998-08-18 | Training for Utopia & Zao                   | EP      | Tooth & Nail | split con Training for Utopia            |
| 1999-09-28 | Liberate Te Ex Inferis                      | LP      | Solid State  |                                          |
| 2001-02-27 | (Self Titled)                               | LP      | Solid State  |                                          |
| 2002-07-16 | Parade of Chaos                             | LP      | Solid State  |                                          |
| 2003-02-25 | All Else Failed                             | LP      | Solid State  | Reedición del disco de 1998              |
| 2004-01-13 | Legendary                                   | LP      | Solid State  | Compilación de temas antiguos            |
| 2004-07-13 | The Funeral of God                          | LP      | Ferret       |                                          |
| 2005-11-15 | The Lesser Lights of Heaven                 | DVD     | Ferret       | Documental sobre la historia de la banda |
| 2006-03-14 | Black on Black: A Tribute to Black Flag     | LP      | ReIgnition   | Recopilación con otros artistas          |
| 2006-06-13 | The Fear Is What Keep Us Here               | LP      | Ferret       |                                          |